# Christian Jostmann
Christian Jostmann (* 7. Juli 1971 in Bielefeld) ist ein deutscher Historiker und Autor von Sachbüchern.

## Leben
Nach seinem Abitur am Ratsgymnasium Bielefeld und dem Zivildienst in der Missionsärztlichen Klinik Würzburg studierte Jostmann Geschichte, Soziologie, Psychologie und Hispanistik in Würzburg, Bielefeld und Madrid. 2004 wurde er an der Universität Bielefeld mit einer Dissertation über die sibyllinische Literatur des Spätmittelalters promoviert. Als Gutachter fungierten Neithard Bulst und Klaus Schreiner. Von 2002 bis 2011 war Jostmann Autor des Feuilletons der Süddeutschen Zeitung. Seit 2006 schreibt er für die österreichische Wochenzeitung Die Furche. 2005 initiierte er gemeinsam mit dem Fotografen Bernd Ctortecka die Ausstellung „Nach Schengen. Zur Ästhetik der Grenze“. Jostmann lebt seit 2005 im niederösterreichischen Weinviertel.

## Schriften (Monografien)
- Magellan oder Die erste Umsegelung der Erde, C. H. Beck, München 2019, ISBN 978-3-406-73443-4.
- Das Eis und der Tod. Scott, Amundsen und das Drama am Südpol, C. H. Beck, München 2011, ISBN 978-3-406-62094-2.
- Die Brünner Straße. Eine Geschichte des Verkehrsweges von Wien nach Brünn in Bildern, unter Mitarbeit von Lukáš Fasora (Text) und Ulrich Winkler-Hermaden (Bild), Edition Winkler-Hermaden, Schleinbach 2009, ISBN 978-3-9502688-6-7.
- Nach Rom zu Fuß. Geschichte einer Pilgerreise, C. H. Beck, München 2007, ISBN 978-3-406-55739-2.
- Sibilla Erithea Babilonica. Papsttum und Prophetie im 13. Jahrhundert (= Monumenta Germaniae Historica. Schriften Bd. 54), Hahnsche Buchhandlung, Hannover 2006, ISBN 978-3775257541.

### Als Herausgeber und Übersetzer
- Antonio Pigafetta. An Bord mit Magellan. Bericht über die erste Reise rund um die Welt 1519–1522. Vollständig aus dem Original übersetzt von Christian Jostmann, Verlag C.H. Beck, München 2025, ISBN 978-3-406-82906-2.

## Auszeichnungen
- 2005: Dissertationspreis der Universität Bielefeld[2]
- 2008: Stauferpreis der Stauferstiftung Göppingen[3]